# فهرست کسانی که در فرودگاه زندگی کرده‌اند
این فهرست شامل افراد سرشناسی‌ست که مدت زمانی در فرودگاه زندگی کرده‌اند.
| عکس | نام               | ملیت اصلی  | مکان                                        | مدت اقامت                           | دلیل اقامت | دلیل ترک فرودگاه |
| --- | ----------------- | ---------- | ------------------------------------------- | ----------------------------------- | --- | --- |
| -   | گری پیتر آستین    | بریتانیایی | فرودگاه بین‌المللی نینوی آکوئینو، فیلیپین    | ۱۹ دسامبر ۲۰۱۲- ۱۱ ژانویه ۲۰۱۳      | او از پروازش جاماند و پولی برای تهیه یک بلیط دیگر نداشت. | یک مرد خیر دانمارکی پول بلیط برگشت او به بریتانیا را پرداخت. |
|     | فنگ ژنگهو         | چینی       | فرودگاه بین‌المللی ناریتا، ژاپن              | ۹ نوامبر ۲۰۰۹- ۳ فوریه ۲۰۱۰         | او فعال حقوق بشر بود و از بازگشت مجدد او به چین ممانعت به عمل آمد. او در اعتراض به این اقدام چین حاضر به ترک فرودگاه نشد.                                                                           | چند دیپلمات چینی با او دیدار کردند و در نهایت او راضی شد به ژاپن بازگردد با این شرط که اجازه بازگشت او به شانگهای در ماه فوریه همان سال داده شود. چندی بعد این اتفاق رخ داد. هم‌اکنون او در شانگهای در حصر خانگی به سر می‌برد. |
| -   | زهرا کمالفر       | ایرانی     | فرودگاه بین‌المللی شرمتیوو، روسیه            | مه/ژوئن ۲۰۰۶ - ۱۵ مارس ۲۰۰۷         | او که در ایران زندانی سیاسی بود و دوره محکومیتش را می‌گذراند، در یک مرخصی ۲ روزه به همراه دو فرزندش از ایران خارج شد و از دولت کانادا درخواست پناهندگی کرد.                                          | درخواست پناهندگی‌شان پذیرفته شد. |
| -   | هاینتس مولر       | آلمانی     | فرودگاه بین‌المللی ویراکوپوس-کامپیناس، برزیل | ۲۹-۱۶ اکتبر ۲۰۰۹                    | او برای دیدار با دختری که در اینترنت با او آشنا شده بود به ریو دو ژانیرو سفر کرد. اما زن بر سر قرار حاضر نشد و او که پولش تمام شده بود از کامپیناس سر در آورد.                                      | برای بررسی سلامت روانی به بیمارستان فرستاده شد. |
|     | مهران کریمی ناصری | ایرانی     | فرودگاه پاری-شارل-دو-گل، فرانسه             | ۲۶ اوت ۱۹۸۸- ژوئیه ۲۰۰۶             | او بدون گذرنامه از ایران تبعید شده بود. مدارکش در مسیر پاریس دزدیده شد و انگلستان به او اجازه ورود نداد.                                                                                            | او در بیمارستانی بستری شد. مدتی در هتل صلیب سرخ اقامت کرد و در نهایت با حمایت سازمان خیریه اموس به پاریس رفت. |
| -   | هیروشی نوهارا     | ژاپنی      | فرودگاه بین‌المللی بنیتو خوارز، مکزیک        | ۲ سپتامبر ۲۰۰۸- ۲۸ دسامبر ۲۰۰۸      | نوهارا از ارائه هر دلیلی سر باز زد. | به همراه زنی به نام «اُیوکی» فرودگاه را ترک کرد. |
| -   | سنجی شاه          | کنیایی     | فرودگاه بین‌المللی جومو کنیاتا، کنیا         | مه ۲۰۰۴- ۱۲ ژوئیه ۲۰۰۵              | او قصد داشت با گذرنامه شهروند بریتانیایی خارج از مرز وارد خاک انگلستان شود اما به او اجازه ورود داده نشد. سنجی که گذرنامه کنیایی‌اش را قبلاً تحویل داده بود، پس از بازگشت به نایروبی دست به اعتراض زد | شهروند کامل بریتانیا شد. |
|     | ادوارد اسنودن     | امریکایی   | فرودگاه بین‌المللی شرمتیوف- مسکو             | ۲۳ ژوئن - ۲ اوت ۲۰۱۳ (چهل و یک روز) | ابطال گذرنامه‌اش توسط دولت امریکا پس از رسیدنش از هنگ‌کنگ به روسیه و به سبب فاش‌سازی شنود مکالمات تلفنی، دیدزنی در ایمیل‌ها و پیامک‌های خصوصی افراد توسط دولت امریکا                                     | دریافت اجازه‌ی اقامت یک‌ساله در روسیه |